# Herb gminy Lubomia
Herb gminy Lubomia – jeden z symboli gminy Lubomia, autorstwa Kamila Wójcikowskiego i Roberta Fidury, ustanowiony 3 kwietnia 2019.

## Wygląd i symbolika
Herb przedstawia na tarczy w polu błękitnym palisadę złotą z wieżą wjazdową, w której w otwartej, zadaszonej bramie krzyż łaciński złoty z przełożoną stułą czerwoną.
Motyw palisady z bramą wjazdową symbolizuje lubomskie grodzisko przypisywane Golęszycom, które miało stanowić jeden z ważniejszych grodów tego związku plemiennego. Krzyż z przełożoną stułą symbolizować ma wielkanocne procesje pacholcze, które odbywają się w Syryni. Rezurekcyjny krzyż z czerwoną stułą jest jednym z głównych symboli religijnych noszonym przez młodzież w czasie pochodów. Tradycję tą ustanowiono w 1672/74 w tzw. dokumencie lubomskim, który jest pierwszym znanym dokumentem młodzieży śląskiej spisanym po polsku.